# The Yankee Doodle Mouse
The Yankee Doodle Mouse é o 11º episódio de Tom & Jerry. Foi criado no dia 26 de junho de 1943, sendo vencedor do Oscar daquele ano.

## Sinopse
Em ritmo de guerra, o "tenente" Jerry Mouse mais uma vez era perseguido por Tom até parar num porão. Jerry entra em uma casinha e ataca Tom jogando tomate, ovos (chamados de "Granadas de Galinha"), assim como dirigia um patim acoplado a um ralador (fazendo alusão a um jipe) para passar por cima do gato. Em outro momento do curta, atacou Thomas, que estava numa panela sob uma tina cheia de água, atirando um tijolo, que faz Tom afundar.
O ratinho espalhou farinha, fazendo Tom não enxergar, para que  desse algumas palmadas com uma tábua. Noutro momento, a dupla trocou lançamento de dinamites. Porém, quem se dava mal sempre era o gato Tom. No final desse episódio, Tom ficou de mãos amarradas num foguete que foi direto no céu e enquanto os foguetes pipocavam, desenhava-se a bandeira dos Estados Unidos e o "tenente" Jerry escreveu a carta final de guerra com um desafio um tanto provocativo: "Mandem mais gatos!!!".